# Kershaw (Karolina Południowa)
Kershaw – miasto w Stanach Zjednoczonych, w stanie Karolina Południowa, w hrabstwie Lancaster.